# بيتيه آنا كايس
بيتيه آن بوسبي كايس (بالإنجليزية: Bettye Anne Busbee Case)‏ هي أستاذة فخرية في الرياضيات بجامعة ولاية فلوريدا. يتعلق بحثها الرياضي بالتحليل المركب. ولها أيضًا أبحاث منشورة حول تعليم الرياضيات وتاريخ الرياضيات. وهي محررة لكتب مثل: A Century of Mathematical Meetings (American Mathematical Society، 1996)، وكتاب «التعقيدات: المرأة في الرياضيات» (بالتعاون مع آن م. ليجيت، مطبعة جامعة برينستون، 2005).

## التعليم والمسار المهني
تخرجت من جامعة ألاباما عام 1962. وحصلت على درجة الدكتوراه عام 1970 من نفس الجامعة. أطروحتها كانت بعنوان On Non-Analytic Functions Related to a System of Partial Differential Equations، وأشرف عليها ماريو أو. غونزاليس. قامت بالتدريس في معهد فلوريدا التقني ثم في كلية مجتمع تالاهاسي لمدة تسع سنوات قبل أن تنضم إلى هيئة التدريس بجامعة ولاية فلوريدا كأستاذ مساعد في عام 1982.
كانت بيتيه المدير المؤسس لكل من برنامج البكالوريوس في العلوم الاكتوارية والرياضيات المالية لمنطقة الدراسات العليا في ولاية فلوريدا. وكانت عضوًا نشطًا في جمعية المرأة للرياضيات، ونسقت اجتماعاتهن في مؤتمرات الرياضيات من 1984 إلى 2015.

## تكريم
عينت ولاية فلوريدا بيتيه أستاذة في عام 2004. وفي عام 2016، قدمت لها جمعية المرأة للرياضيات جائزة تقديراً لخدمتها العديدة في الجمعية، لا سيما بصفتها منسقة اجتماعات وعضوة منذ أمد طويل في اللجنة التنفيذية. وفي عام 2018 تم تكريمها كواحدة من الزميلات المفتتحات لجمعية النساء في الرياضيات.وأسست جامعة ولاية فلوريدا منحة دراسية في العلوم الاكتوارية تحمل اسمها. 